# Kosmonauti (Přeštice)
Kosmonauti či též Památník československo-sovětského přátelství nebo Památník Družby je památník v parku u třídy 1. máje v Přešticích v okrese Plzeň-jih.

## Popis
Památník tvoří sousoší dvojice kosmonautů vznášejících se stavu beztíže umístěná na vysokém podstavci. Kosmonauti oblečení v záchranném skafandru bez nasazené přilby se vznášejí s hlavami směřujícími vpravo. Na zadní straně sousoší je dole umístěna signatura KODYMOVI 83. Sousoší o odhadované výšce 220 cm, stejné šířce a hloubce 80 cm je umístěno na několik metrů vysokém, členěném, nezdobeném bílém podstavci. Pata podstavce je obklopena prstencem, na kterém je umístěno 12 lichoběžníkových betonových panelů, z nichž jeden nese třířádkový nápis ČSSR – SSSR / SVĚTU MÍR / 1983. Památník je umístěn na travnatém prostranství ve středu parku a orientován k jihovýchodu.
Stav: Na povrchu pískovcového sousoší je uchycen lišejník, na betonovém pylonu jsou drobné praskliny a má povrchově poškozené rohy, původní dláždění kamennými kostkami uvnitř prstence betonových desek je vytrháno.

## Historie
Sousoší kosmonautů mělo být v parku umístěno po letu prvního československého kosmonauta Vladimíra Remka na palubě Sojuz 28 a orbitální stanici Saljut 6 v březnu 1978, aby připomínal přátelství československého lidu k Sovětskému svazu. Pomník byl však v akci Z vybudován až v roce 1983, pět let po Remkově letu. Investorem byl Městský národní výbor Přeštice.
Sousoší z kamene vytesal zasloužilý umělec akademický sochař Ludvík Kodym s manželkou Boženou Kodymovou, přední prorežimní sochaři. Projekt Sochy a města uvádí jako dalšího autora Jiřího Genzera. Na technickém řešení podstavce spolupracoval pod vedením děkana fakulty architektury prof. Jana Sedláčka kolektiv Vysokého učení technického v Praze včetně Josefa Kasla, Michala Hexnera a T. Valenta.
Památník byl slavnostně odhalen 24. října 1983 při večerní mírové manifestaci u příležitosti 66. výročí Velká říjnová socialistická revoluce v parku tehdy nesoucím jméno V. I. Lenina. Ač československo-sovětské přátelství bylo už v době totality jen prázdnou a vynucovanou frází, přečkal pomník dějinné změny a na svém místě zůstal dodnes. Podle památníku je celý park označován jako Park kosmonautů, památník se stal orientačním bodem pro schůzky a srazy. Podoba pomníku s kosmonauty ležícími na sobě v těsném objetí vzbuzuje u místních úsměvy, sraz si dávají „u dvou teplých kosmonautů“.
V anketě o nejbizarnější sochu Plzeňského kraje, kterou v roce 2013 uspořádal iDNES.cz s MF DNES, obsadilo sousoší druhé místo, když respondenti považovali za kurióznější jen nedaleké sousoší přeštických černostrakatých prasat.
V souvislosti s pandemií covidu-19 a povinností zakrytých dýchacích cest na veřejnosti dostali kosmonauti v březnu 2020 ochranné pomůcky zakrývající ústa a nos. Na sousoší byl ve stejné době také zavěšen plakát s nápisem To dáme a symbolem srdce.